# Оркестр кольорів
Оркестр кольорів (грец. Ορχήστρα των Χρωμάτων, англ. Orchestra of Colours) — симфонічний оркестр в Афінах, заснований 1989 року Маносом Хадзідакісом (Μάνος Χατζιδάκι) і очолюваний ним до 1994 року. Чільне місце в репертуарі оркестру займає музика XX століття, і особливо сучасних грецьких композиторів.